# Clarke County (Alabama)
Clarke County is een county in de Amerikaanse staat Alabama.
De county heeft een landoppervlakte van 3.207 km² en telt 27.867 inwoners (volkstelling 2000). De hoofdplaats is Grove Hill.

## Bevolkingsontwikkeling

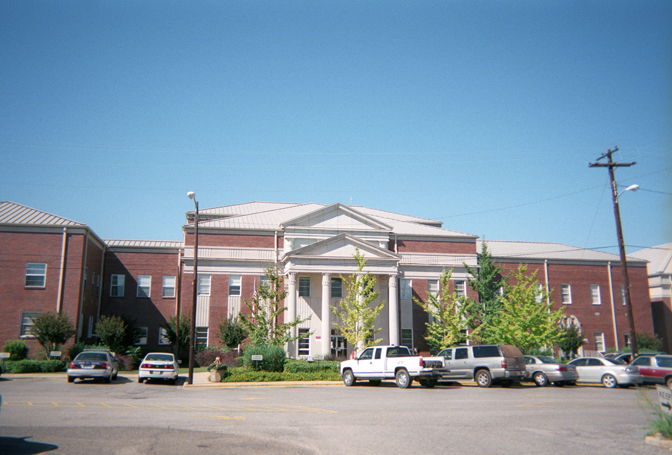
Clarke County Courthouse